# Prémio José Saramago
Der Prémio José Saramago ist ein seit 1999 alle zwei Jahre verliehener bedeutender portugiesischer Literaturpreis. Der Name bezieht sich auf den Nobelpreisträger José Saramago (1922–2010).
Er ist mit 40.000 Euro (anfangs 25.000 Euro) dotiert. Die Jury aus mindestens fünf und höchstens zehn Mitgliedern wird zu jeder Verleihung neu zusammengestellt und setzt sich zusammen aus vorherigen Gewinnern des Prémio José Saramago, je einer Vertretung der Stiftung Fundação José Saramago und der Stiftung Fundação Círculo de Leitores (letztere stellt die Präsidentschaft der Jury), und eingeladene Jurymitglieder ehrenhalber.
Eingerichtet wurde die Auszeichnung seitens der Stiftung des portugiesischen Buchclubs „Círculo de Leitores“. Mit Unterstützung des portugiesischen Kulturministeriums wird der Preis alle zwei Jahre an einen jungen Autor oder eine junge Autorin (bis 35 Jahre) verliehen.

## Preisträger
- 1999 – Paulo José Miranda  für Natureza Morta
- 2001 – José Luís Peixoto  für Nenhum Olhar
- 2003 – Adriana Lisboa  für Sinfonia em Branco (dt.: Der Sommer der Schmetterlinge, übers.: Enno Petermann. Aufbau 2013)
- 2005 – Gonçalo M. Tavares  für Jerusalém (dt.: Die Versehrten, übers.: Marianne Gareis. DVA 2012)
- 2007 – Valter Hugo Mãe  für O remorso de Baltasar Serapião
- 2009 – João Tordo  für den Roman As Três Vidas (Verlag Quid Novi)[2][3]
- 2011 – Andréa del Fuego  für Os Malaquias[4] (dt.: Geschwister des Wassers, übers.: Marianne Gareis. Hanser 2013)
- 2013 – Ondjaki  für Os Transparentes[5] (dt.: Die Durchsichtigen, übers.: Michael Kegler. Das Wunderhorn 2015)
- 2015 – Bruno Vieira Amaral  für As Primeiras Coisas[6]
- 2017 – Julián Fuks  für A Resistência
- 2019 – Afonso Reis Cabral  für Pão de Açúcar
- 2021 – Verleihung verschoben auf 2022
- 2022 – Rafael Gallo  für Dor Fantasma